# 빨대

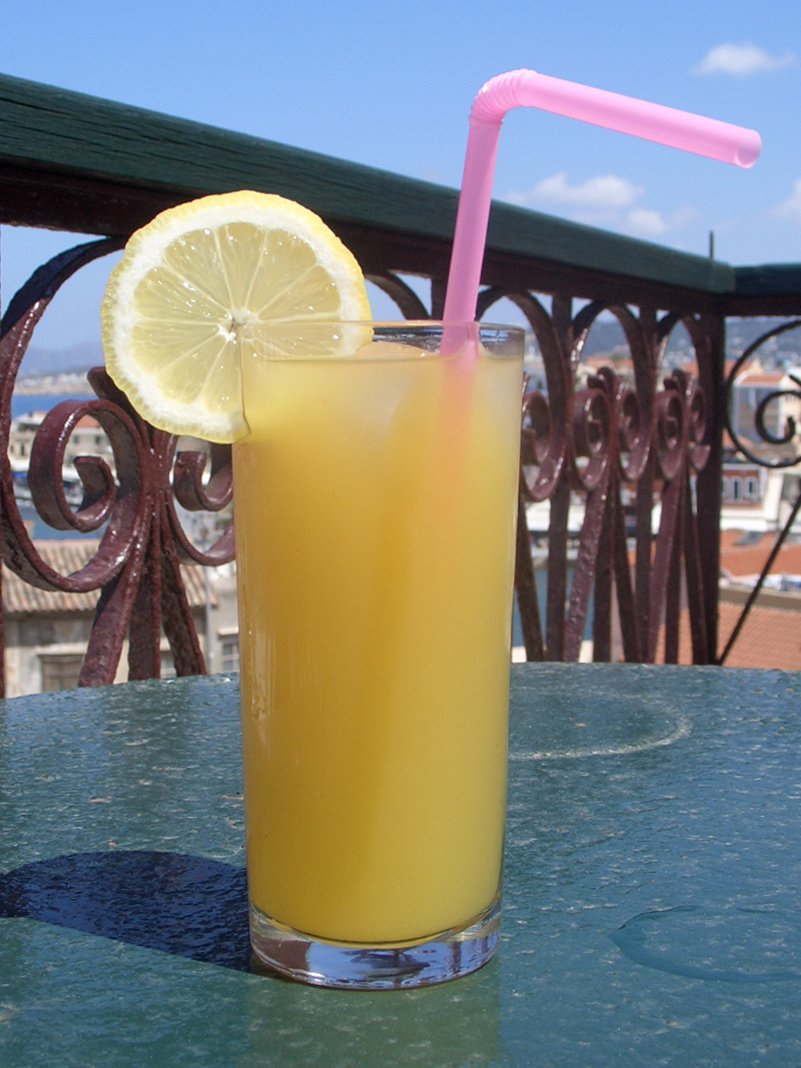
빨대

빨대(영어: straw)는 액체 상태인 음료에 꽂아 입으로 빨아 마시는데 쓰는 도구다. 얇은 관 모양으로 재질은 폴리프로필렌, 폴리스타이렌 따위의 플라스틱(합성수지)이다. 최근엔 종이 재질의 빨대도 있다. 짚대 모양으로 스트로(영어: straw)라고도 부른다. 

## 역사
역사상 처음으로 빨대를 개발해 사용했던 기록은 수메르인들이고, 맥주를 마시며 사용했다. 이후로 중동지역만이 아니라 다양한 지역과 문화에서도 짚이나 대나무, 수수대와 같은 자연재료로 빨대를 만들어 사용하였다. 오늘날 음료를 마시며 쓰는 인공 빨대는 1888년에 미국인 마빈 C. 스톤(Marvin C. Stone)이 발명하였다. 그가 특허를 받은 빨대는 종이 재질이었다.

## 특징
빨대는 수수깡으로 만들 수 있는 발명품으로 변화할 수 있는 특색을 가지고 있다.

## 같이 보기
- 합성수지
- 수수깡